# Teneramente in tre
Teneramente in tre (Eyes of an Angel) è un film del 1991 diretto da Robert Harmon. Il primo titolo italiano fu Un Fuggiasco, Una Bambina, Un Cane, poi fu sostituito con quello attuale.

## Trama
Una ragazzina orfana di madre, con un rapporto difficile con il padre - Bobby -, trova per strada un cane abbandonato, di razza dobermann. Il cane è ridotto male, ferito ed infreddolito. La bambina immediatamente scorge nei suoi occhi qualcosa di speciale e decide di prendersi cura di esso. Cura alla meglio le sue ferite e lo nutre. Dapprima diffidente, il cane si abitua alla sua presenza e comincia ad esserle fedele, tanto che un giorno la segue fino a scuola, camminando fianco a fianco alla metropolitana. La segue anche fino a casa, dove la bambina lo farà entrare, contrariamente al volere del padre, che riconosce l'animale, avendolo visto, tempo prima, combattere clandestinamente contro un altro cane. Bobby ha problemi a trovare lavoro, perciò si immischia in affari illeciti, sotto la protezione del cognato -Cissy-, il quale non ha a cuore il marito della sorella, ma vuole ad ogni costo che la nipote vada a vivere da lui. Questa è la ragione per cui farà di tutto per incolpare ingiustamente Bobby di furto. Quest'ultimo, vedendosi minacciato, ruba un'auto e scappa con la figlia fino in California, a casa di suo fratello. La bambina era stata costretta a rinunciare al cane, che però trova la forza di seguirli correndo fino alla sfinimento, aiutato dalle continue tracce odorose che la ragazza lascia per strada. Cissy riesce a trovarli anche lì e Bobby gli promette di restituirgli tutto ciò che deve, facendo combattere ancora una volta il dobermann della figlia. Quest'ultima si intrometterà nel "ring" e il cane, riconoscendo Cissy come nemico, lo attaccherà alla gola. Bobby capisce di aver sbagliato e di aver giudicato male il cane, ragion per cui decide di lasciarsi Cissy e la malavita alle spalle, ricominciando da capo con la sua nuova famiglia. Teneramente in tre: lui, sua figlia ed il loro fedelissimo cane.